# Concours international de piano Frédéric-Chopin

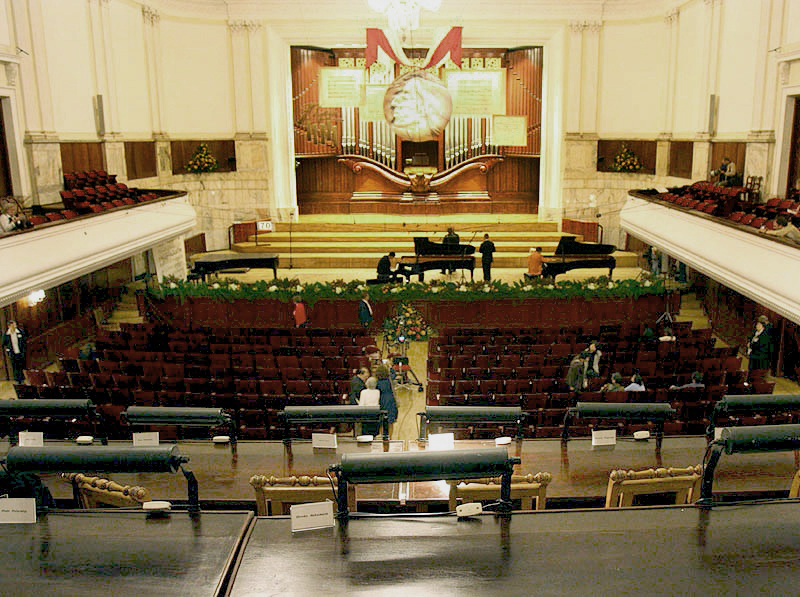
Entracte durant la première étape éliminatoire du XVe Concours international de piano Frédéric-Chopin (octobre 2005, Varsovie, Pologne).

Le Concours international de piano Frédéric-Chopin à Varsovie est l'un des concours de piano parmi les plus anciens et actuellement un des plus prestigieux. C'est également un des rares concours de piano consacrés à un seul compositeur. Il a lieu tous les cinq ans et a été fondé en 1927 par le professeur Jerzy Żurawlew (pl), en hommage au grand compositeur polonais Frédéric Chopin dont l'instrument de prédilection a toujours été le piano. Le premier président était le compositeur polonais Witold Maliszewski.

## Histoire
Le concours a été créé en 1927 à l’initiative du pianiste et pédagogue polonais Jerzy Żurawlew. Le concours est ensuite organisé tous les cinq ans, avec une interruption entre 1937 et 1949 en raison de la Seconde Guerre mondiale. Par exception, la Ve édition du concours a eu lieu en 1955. Le concours est d’abord organisé par la Société de musique de Varsovie puis coorganisé après la guerre par le ministère polonais de la Culture. De 1960 à 2005, la compétition est organisée par la Société Frédéric Chopin de Varsovie. En 2010, c’est l’Institut Frédéric-Chopin qui s’y substitue. Depuis 1957, le concours international de piano Frédéric-Chopin fait partie de la Fédération mondiale des concours internationaux de musique de Genève (dont il fait d’ailleurs partie des fondateurs) .
Depuis l’origine, le concours a lieu à la Philharmonie nationale de Varsovie (à l’exception de la IVe édition en raison des destructions dues à la Seconde Guerre mondiale).
La XVIIIe édition, qui devait avoir lieu en 2020, est reportée en 2021 en raison de la pandémie de Covid-19.

## Jury

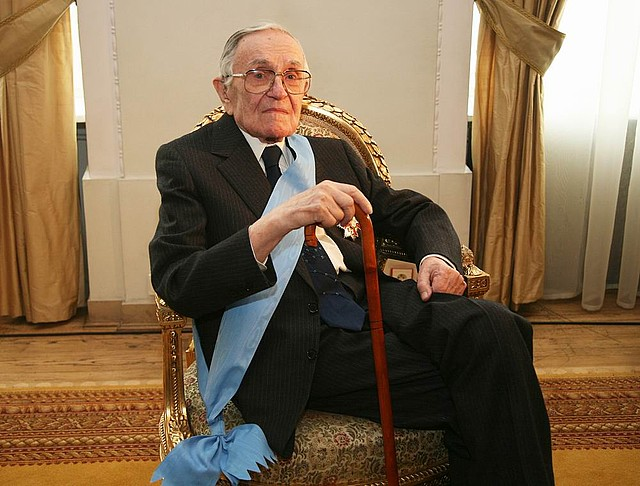
Jan Ekier (1913-2014) a présidé le jury à trois reprises, de 1985 à 1995.

Le jury est traditionnellement présidé par un grand musicien et généralement pédagogue polonais, spécialiste des œuvres de Frédéric Chopin : Witold Maliszewski en 1927, Adam Wieniawski en 1932 et 1937, Zbigniew Drzewiecki de 1949 à 1965, Kazimierz Sikorski en 1970 et 1975, Kazimierz Kord en 1980, Jan Ekier de 1985 à 1995 et Andrzej Jasiński depuis 2000. En 2010, Jan Ekier, auteur de l'édition nationale polonaise des œuvres de Chopin, était président honoraire du jury.
Depuis l’origine, le jury était essentiellement composé de grands professeurs de piano et, de quelques concertistes invités (Marguerite Long, Wilhelm Backhaus, Nadia Boulanger, Arturo Benedetti Michelangeli…) ou de gagnants des éditions précédentes (Lev Oborine, Halina Czerny-Stefańska, Martha Argerich…). En 2010, l’Institut Frédéric Chopin a choisi de constituer le jury d’abord autour de grands pianistes concertistes, la plupart lauréats des précédentes éditions du concours (Martha Argerich, Dang Thai Son, Fou Ts’ong, Kevin Kenner (en), Adam Harasiewicz, Bella Davidovitch, Piotr Paleczny, Michie Koyama (pl)) ou non (Nelson Freire, Philippe Entremont), et d’une minorité de pédagogues (Katarzyna Popowa-Zydroń (en) et Andrzej Jasiński). Ce choix est souvent cité comme l’une des explications du palmarès 2010, jugé sévèrement notamment par la presse et la critique.

## Règlement et répertoire

### Règlement
Le concours est actuellement ouvert aux pianistes âgés de 17 à 30 ans, même si l’âge des participants a varié de 16 à 32 ans compte tenu de l’évolution des règlements au cours du temps.
Le règlement du concours a évolué au fil des éditions. Les candidats admis au concours après les épreuves de sélection (environ 80 candidats retenus, après avoir passé chacun une audition d'une vingtaine de minutes) sont soumis à deux ou trois étapes éliminatoires selon les éditions avant de pouvoir espérer arriver en finale, étape au cours de laquelle ils doivent exécuter l’un des concertos (le nº 1 ou le nº 2) avec l’Orchestre philharmonique de Varsovie. Chacune des étapes éliminatoires comporte une liste d'œuvres à exécuter obligatoirement parmi un choix restrictif d'opus et dans un délai imparti.
De 1970 à 2000, les étapes éliminatoires ont été au nombre de trois. En 2005, il n’y en eut plus que deux (mais précédées désormais d’une nouvelle étape préliminaire). En 2010, le règlement est revenu au principe de trois étapes éliminatoires pendant la durée du concours (trois semaines), tout en conservant celui d’une étape préliminaire (quelques mois auparavant) , et en ajoutant une première sélection de cent soixante candidats sur enregistrements vidéo, compte tenu de l’augmentation très importante du nombre de candidats (deux cent cinquante-sept en 2005, trois cent quarante-six en 2010, comparés aux vingt-six candidats de 1927).
En 2021, le 1er Prix est doté de quarante mille euros et d'une médaille en or, ce qui en fait le 2e prix de piano le mieux doté au monde (après celui de Cleveland).
En 2025, soixante mille euros et une médaille d’or sont attribués pour le 1er Prix.

### Répertoire

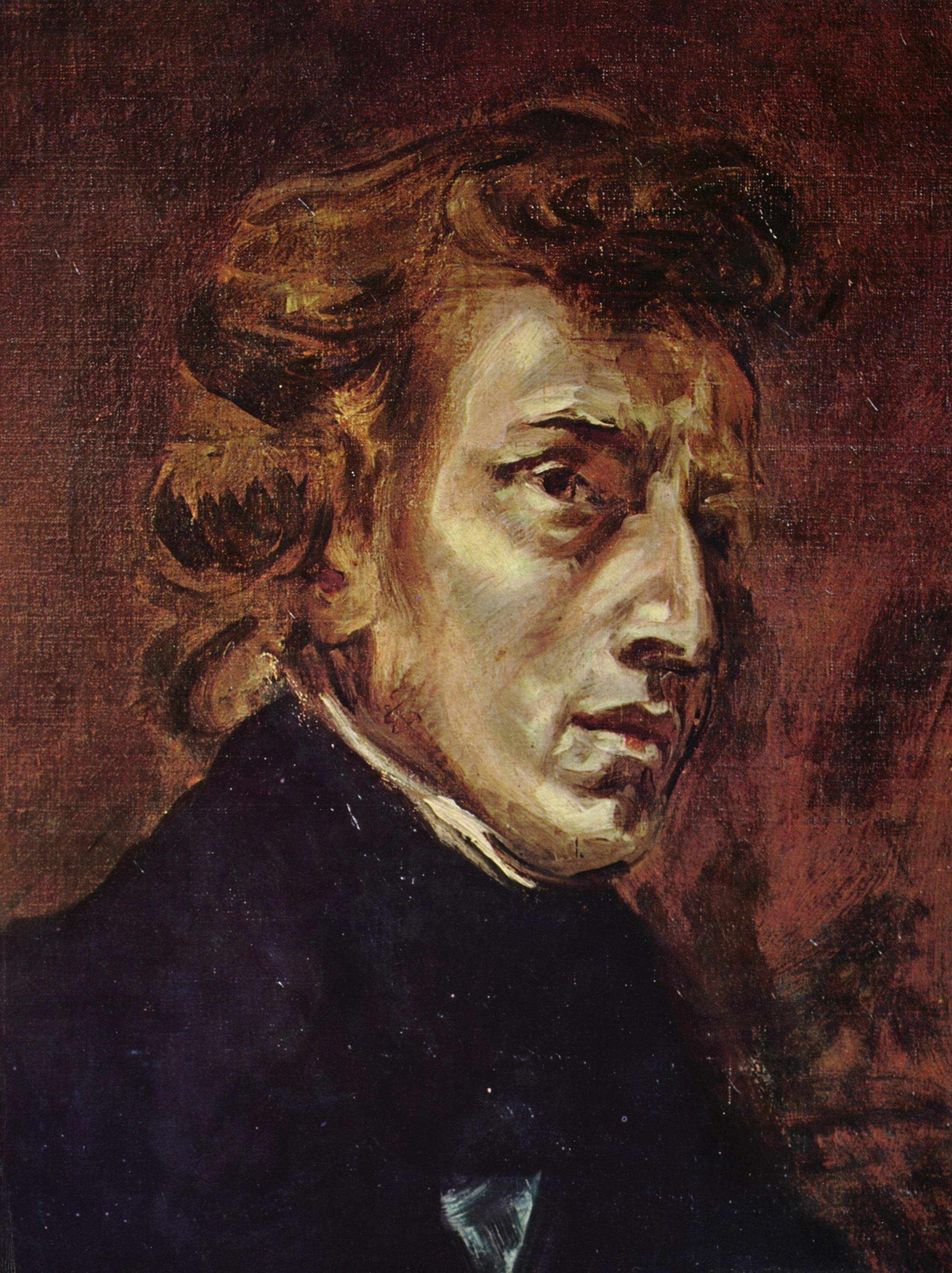
Portrait de Chopin par Delacroix.

Les œuvres retenues aux différentes étapes éliminatoires ont également varié au cours des années.
En 2005, lors du 1er tour, les candidats devaient exécuter une liste de morceaux imposés, auxquels s’ajoutaient ceux choisis par chacun dans une large liste d’œuvres de Chopin de manière à constituer une audition d’une durée de quarante à quarante-cinq minutes. Au 2e tour, les candidats devaient exécuter une sonate, une polonaise et des mazurkas.
En 2010, lors du premier tour, les candidats devaient choisir deux études (parmi deux groupes définis), un nocturne et un scherzo ou une ballade (ou encore la Fantaisie op. 49 ou la Barcarolle). Lors du deuxième tour, un opus de mazurkas, une polonaise, un scherzo ou une ballade, une valse étaient à choisir dans une liste limitative, œuvres complétées par des pièces au choix du candidat pour constituer une audition d’une durée d’environ quarante-cinq minutes. Au troisième tour, la polonaise-fantaisie était obligatoire pour tous les candidats, ainsi qu’une sonate au choix et à nouveau des œuvres au choix du candidat pour constituer une audition d’une durée d’environ quarante-cinq minutes.

### Règles d'évaluation des candidats
Lors des étapes éliminatoires, chaque candidat est évalué par chaque membre du jury de deux manières : par un oui/non indiquant si le membre du jury estime que le candidat doit ou non participer au tour suivant, et par une note allant de 1 à 100. Pour chaque candidat, une moyenne arithmétique des points obtenus est calculée, après application d’une procédure de calcul faisant intervenir deux moyennes auxiliaires visant à limiter l’impact de notes trop éloignées de la moyenne initiale. De même, lors de la finale, chaque candidat est évalué par une note allant de 75 à 100. C’est sur la base de la somme des moyennes des notes obtenues aux quatre étapes, qu’est établie la liste des lauréats. Les points attribués par chaque membre du jury à chaque candidat ont été publiés en 2010 sur le site officiel du concours, à l’issue de la proclamation des résultats.

### Prix et récompenses

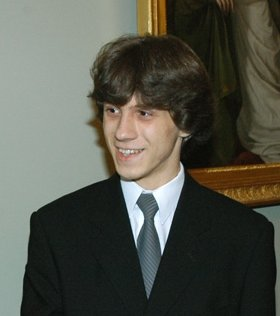
En 2005, Rafal Blechacz remporte le premier prix ainsi que tous les prix spéciaux.

Le concours comporte six récompenses principales sous forme de prix avec une somme en dollars (certains d'entre eux pouvant ne pas être attribués à l'appréciation du jury). Le premier prix était ainsi assorti en 2010 d'une médaille d'or et d'une somme de trente mille dollars. Chacun des finalistes reçoit une distinction.
Des récompenses spéciales, ayant évolué au fil des éditions, sont décernées hors concours pour la meilleure interprétation d'une polonaise, d'une mazurka, d'une sonate ou d'un concerto. Le prix de la Radio polonaise pour la meilleure interprétation d'une mazurka est décerné depuis l’origine. Le prix pour la meilleure interprétation dans une polonaise est décerné par la Société Frédéric Chopin depuis 1960. Le prix de l’Orchestre philharmonique de Varsovie pour la meilleure exécution d'un concerto est décerné depuis 1980. En 2005, Rafał Blechacz a non seulement remporté le premier prix, mais également les trois prix spéciaux d'interprétation. En 2010, des prix ont été offerts pour la meilleure interprétation de la polonaise-fantaisie et dans une sonate, respectivement par l'Université de musique Frédéric-Chopin et par le pianiste et ancien lauréat du concours, Krystian Zimerman.

## Événements accompagnant le concours

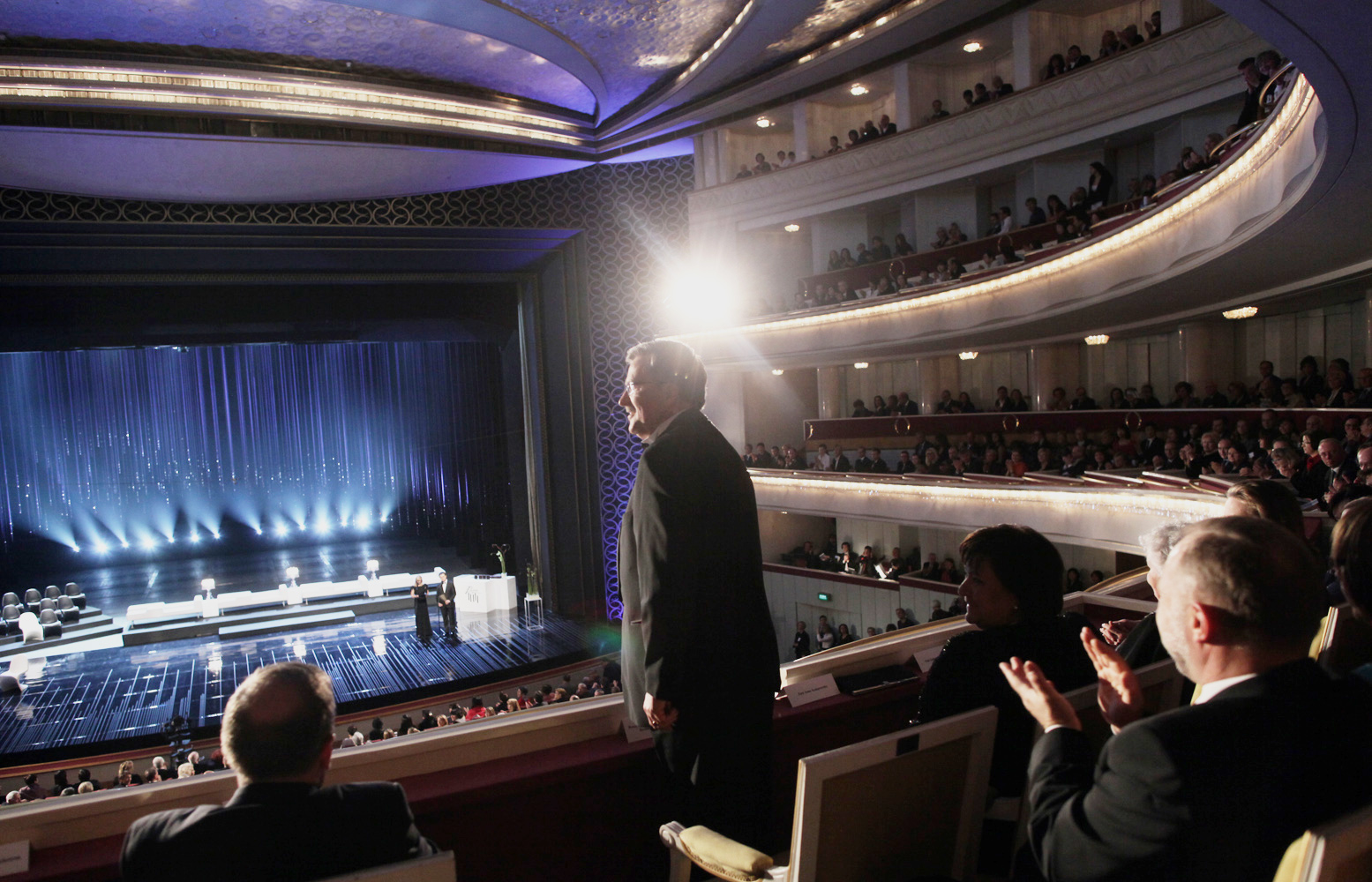
Le Président polonais Bronisław Komorowski au concert des lauréats, octobre 2010.

Le concours Chopin est un événement national en Pologne. La cérémonie de remise des prix est marquée par la présence du président de la République et de représentants du gouvernement polonais. La ville de Varsovie vit à l’heure du concours Chopin. La dernière édition, imprégnée de l’évolution due aux nouvelles technologies, était accompagnée d’une retransmission intégrale des épreuves sur internet et sur la chaîne TVP Kultura, de l’édition quotidienne d’un CD reprenant les performances les plus remarquables de l’avant-veille, CD diffusé gratuitement à la Philharmonie, dans les rues de Varsovie et sur Internet, ainsi qu’un journal quotidien comprenant des commentaires sur les prestations de la veille, des articles historiques et des interviews de personnalités autour du concours Chopin.

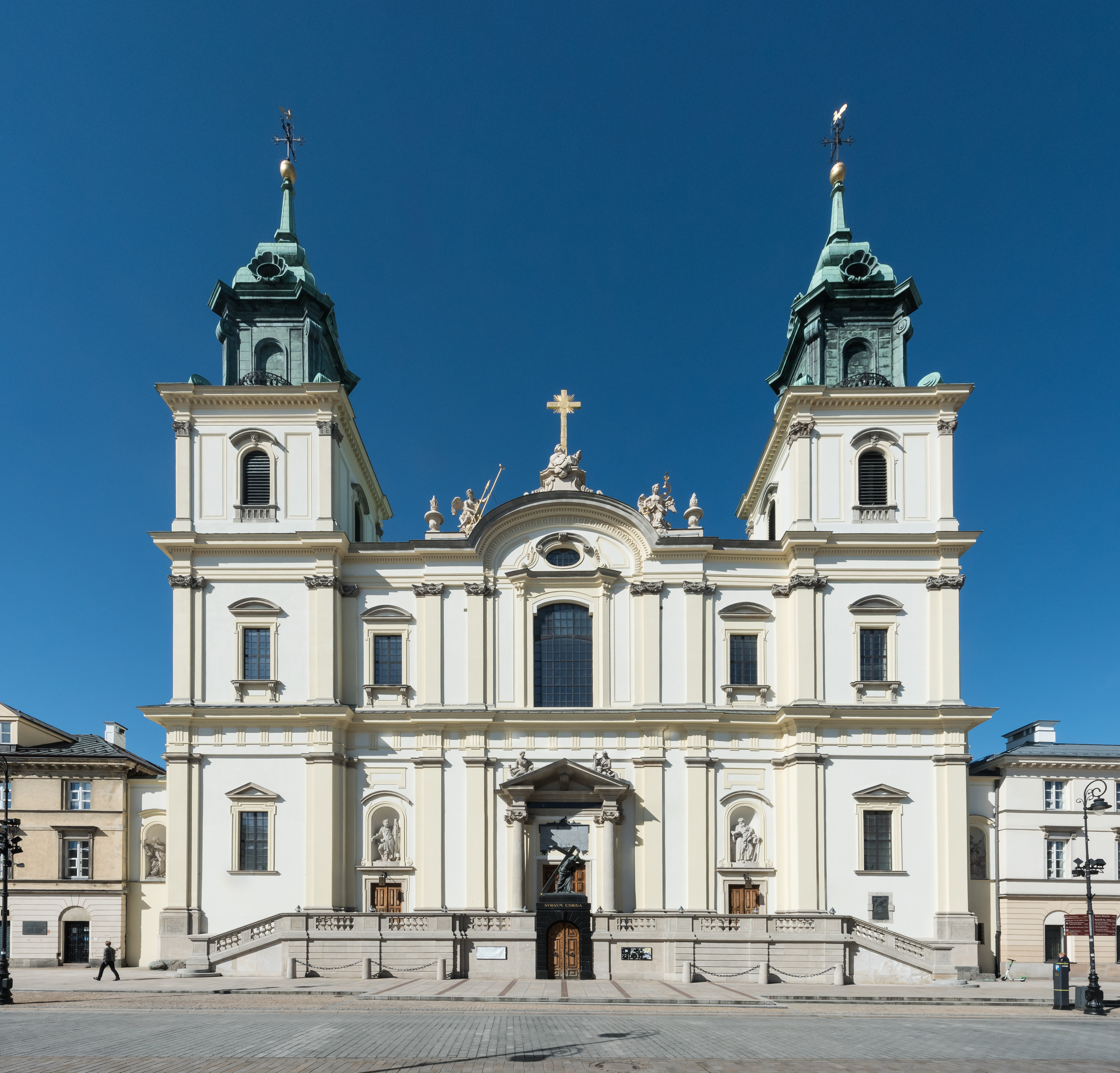
L'Église de la Sainte-Croix de Varsovie

Le concours s’accompagne également de nombreux événements : des concerts, des opéras ou des ballets, des rencontres, des débats, ainsi que des expositions. Ainsi, pas moins de 30 expositions différentes ont eu lieu en rapport avec Chopin depuis le début de l’organisation du concours. Depuis 1975, le concours est marqué le 17 octobre par la commémoration  de la mort du compositeur. À cette occasion, le Requiem de Mozart est joué dans l’Église de la Sainte-Croix de Varsovie, en mémoire des funérailles du compositeur à Paris, au cours desquelles ce même requiem avait été joué.

## Polémiques

### Le cas d'Ivo Pogorelich
La Xe édition du concours, qui a eu lieu en 1980, a été marquée par la controverse née autour de l’un des candidats, le pianiste yougoslave Ivo Pogorelich. Certains membres du jury, parmi lesquels Martha Argerich, Paul Badura-Skoda et Nikita Magaloff se sont montrés particulièrement enthousiastes à l’égard du style du jeune pianiste, quand d’autres trouvaient son interprétation inacceptable et son comportement provocant. Au milieu d’eux, Andrzej Jasinski déclara : « Je ne peux pas noter cette personne ». Alors que Pogorelich allait être éliminé du concours avant la finale, Martha Argerich quitta le jury, déclarant sa colère et n’hésitant pas à comparer Pogorelich à un « nouvel Horowitz » et affirmant « Ivo Pogorelich est un génie ». S’il n’obtint pas le premier prix, il obtient celui de la critique et une mention. La carrière de Pogorelich était lancée. Deutsche Grammophon signa même un contrat avec lui peu de temps après l'incident.
Pour autant, vingt-huit ans après, Ivo Pogorelich tente, lors d’un passage à Varsovie, en 2008 de relancer la polémique en demandant la publication des délibérations du jury afin de « lever l’ombre qui pèse » sur lui depuis ce concours.

### Ioulianna Avdeïeva,1erprixde l’édition 2010

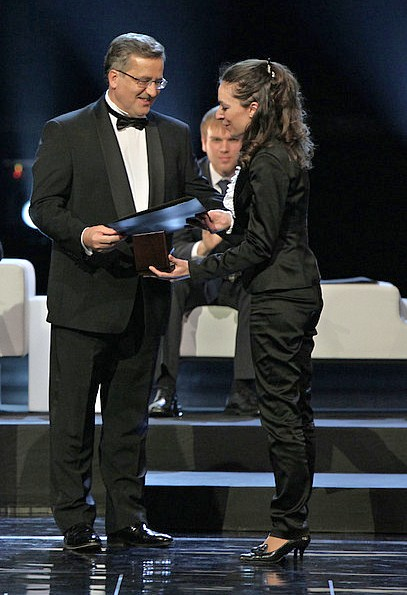
Ioulianna Avdeïeva, lors de la remise du Premier Prix en 2010 par le président polonais Bronisław Komorowski.

La victoire de la pianiste russe Ioulianna Avdeïeva a donné lieu à une nouvelle polémique à l’issue de la XVIe édition du concours en 2010, la presse et la critique attendant plutôt la victoire de l’Autrichien Ingolf Wunder (et soutenant également les trois candidats arrivés deuxième ex æquo, troisième et quatrième, le Russo-Lituanien Lukas Geniušas, le Russe Daniil Trifonov et le Bulgare Evgeni Bozhanov). Le musicologue et journaliste Adam Rozlach a, par exemple, déclaré : « C’est la plus grande surprise dans l’histoire de ce concours ». Il explique son jugement : « Jusqu’à présent, les décisions du jury témoignaient de l’importance, au-dessus de tout, de la fidélité à l’âme de Chopin. Mais cette année, on a choisi non pas Chopin, mais la pianiste Avdeeva. » Le quotidien Rzeczpospolita titre « Un verdict bouleversant » le lendemain des résultats, qualifiant même le jeu de la gagnante de « lamentablement prévisible ». Le ministre polonais de la Culture, Bogdan Zdrojewski explique ce résultat par la composition du jury : « C’est une pianiste qui intrigue les pianistes, et il faut se rappeler que cette fois-ci, le jury était dominé par les grands pianistes. »
On constatera pourtant que sept jurés sur douze ont placé dans leur vote Ioulianna Avdeïeva en première en finale (dont Martha Argerich qui a défendu son choix dans la presse et salué la victoire d’une femme pour la première fois depuis sa propre victoire en 1965), tandis que cinq sur onze seulement ont placé Ingolf Wunder en première (dont quatre jurés les ayant placés tous deux premiers ex æquo). En outre, la pianiste russe a obtenu des notes moyennes la positionnant en première place à chaque étape du concours. Et Philippe Entremont, membre du jury, déclare sur Arte, le soir de la cérémonie de remise des prix, qu’aucune discussion n’a été nécessaire lors des délibérations du jury, les notes s’imposant d’elles-mêmes.

## Lauréats

### Lauréats des six premiers prix de chaque édition
Le tableau ci-après recense les pianistes ayant reçu les six premiers prix des différentes éditions du concours international de piano Frédéric-Chopin (4 ont été attribués en 1927, 15 en 1932, 13 en 1937, 12 en 1949, 10 en 1955, 6 depuis).
| Année | Édition | 1er prix | 2e prix | 3e prix | 4e prix | 5e prix | 6e prix | Prix suivants (1932, 1937, 1949, 1955) et Prix spéciaux d'interprétation                                                                             |
| ----- | --- | --- | --- | --- | --- | --- | --- | --- |
| 1927  | I | Lev Oborine | Stanisław Szpinalski | Róża Etkin-Moszkowska | Grigory Ginzburg | | | Meilleures mazurkas : Henryk Sztompka (pl) |
| 1932  | II | Alexandre Uninsky | Imre Ungár | Bolesław Kon (en) | Abram Lufer (en) | Louis (Lajos) Kentner | Leonid Sagalov (en) | 7e prix : Leon Boruński (pl) |
| 1932  | II | Alexandre Uninsky | Imre Ungár | Bolesław Kon (en) | Abram Lufer (en) | Louis (Lajos) Kentner | Leonid Sagalov (en) | 8e prix : Teodor Gutman |
| 1932  | II | Alexandre Uninsky | Imre Ungár | Bolesław Kon (en) | Abram Lufer (en) | Louis (Lajos) Kentner | Leonid Sagalov (en) | 9e prix : Gyula Károlyi (de) |
| 1932  | II | Alexandre Uninsky | Imre Ungár | Bolesław Kon (en) | Abram Lufer (en) | Louis (Lajos) Kentner | Leonid Sagalov (en) | 10e prix : Kurt Engel |
| 1932  | II | Alexandre Uninsky | Imre Ungár | Bolesław Kon (en) | Abram Lufer (en) | Louis (Lajos) Kentner | Leonid Sagalov (en) | 11e prix : Emanuel Grossman |
| 1932  | II | Alexandre Uninsky | Imre Ungár | Bolesław Kon (en) | Abram Lufer (en) | Louis (Lajos) Kentner | Leonid Sagalov (en) | 12e prix : Josef Wagner |
| 1932  | II | Alexandre Uninsky | Imre Ungár | Bolesław Kon (en) | Abram Lufer (en) | Louis (Lajos) Kentner | Leonid Sagalov (en) | 13e prix : Maryla Jonas (en) |
| 1932  | II | Alexandre Uninsky | Imre Ungár | Bolesław Kon (en) | Abram Lufer (en) | Louis (Lajos) Kentner | Leonid Sagalov (en) | 14e prix : Lily Herz |
| 1932  | II | Alexandre Uninsky | Imre Ungár | Bolesław Kon (en) | Abram Lufer (en) | Louis (Lajos) Kentner | Leonid Sagalov (en) | 15e prix : Suzanne de Mayère (pl) |
| 1932  | II | Alexandre Uninsky | Imre Ungár | Bolesław Kon (en) | Abram Lufer (en) | Louis (Lajos) Kentner | Leonid Sagalov (en) | Meilleures mazurkas : Alexandre Uninsky |
| 1937  | III | Yakov Zak | Roza Tamarkina | Witold Małcużyński | Lance Dossor (en) | Agi Jambor (en) | Edith Picht-Axenfeld | 7e prix : Monique de La Bruchollerie |
| 1937  | III | Yakov Zak | Roza Tamarkina | Witold Małcużyński | Lance Dossor (en) | Agi Jambor (en) | Edith Picht-Axenfeld | 8e prix : Jan Ekier |
| 1937  | III | Yakov Zak | Roza Tamarkina | Witold Małcużyński | Lance Dossor (en) | Agi Jambor (en) | Edith Picht-Axenfeld | 9e prix : Tatiana Goldfarb |
| 1937  | III | Yakov Zak | Roza Tamarkina | Witold Małcużyński | Lance Dossor (en) | Agi Jambor (en) | Edith Picht-Axenfeld | 10e prix : Olga Iliwicka-Dąbrowska |
| 1937  | III | Yakov Zak | Roza Tamarkina | Witold Małcużyński | Lance Dossor (en) | Agi Jambor (en) | Edith Picht-Axenfeld | 11e prix : Pierre Maillard-Verger |
| 1937  | III | Yakov Zak | Roza Tamarkina | Witold Małcużyński | Lance Dossor (en) | Agi Jambor (en) | Edith Picht-Axenfeld | 12e prix : Lélia Gousseau |
| 1937  | III | Yakov Zak | Roza Tamarkina | Witold Małcużyński | Lance Dossor (en) | Agi Jambor (en) | Edith Picht-Axenfeld | 13e prix : Halina Kalmanowicz (pl) |
| 1937  | III | Yakov Zak | Roza Tamarkina | Witold Małcużyński | Lance Dossor (en) | Agi Jambor (en) | Edith Picht-Axenfeld | Meilleures mazurkas : Yakov Zak (Jakov Zak (en)) |
| 1937  | III | Yakov Zak | Roza Tamarkina | Witold Małcużyński | Lance Dossor (en) | Agi Jambor (en) | Edith Picht-Axenfeld | Prix du public : Chieko Hara |
| 1942  | Pas de compétition à la suite de l'occupation de la Pologne par le Troisième Reich allemand et l'Union soviétique pendant la Seconde Guerre mondiale | Pas de compétition à la suite de l'occupation de la Pologne par le Troisième Reich allemand et l'Union soviétique pendant la Seconde Guerre mondiale | Pas de compétition à la suite de l'occupation de la Pologne par le Troisième Reich allemand et l'Union soviétique pendant la Seconde Guerre mondiale | Pas de compétition à la suite de l'occupation de la Pologne par le Troisième Reich allemand et l'Union soviétique pendant la Seconde Guerre mondiale | Pas de compétition à la suite de l'occupation de la Pologne par le Troisième Reich allemand et l'Union soviétique pendant la Seconde Guerre mondiale | Pas de compétition à la suite de l'occupation de la Pologne par le Troisième Reich allemand et l'Union soviétique pendant la Seconde Guerre mondiale | Pas de compétition à la suite de l'occupation de la Pologne par le Troisième Reich allemand et l'Union soviétique pendant la Seconde Guerre mondiale | Pas de compétition à la suite de l'occupation de la Pologne par le Troisième Reich allemand et l'Union soviétique pendant la Seconde Guerre mondiale |
| 1949  | IV | Bella Davidovitch Halina Czerny-Stefańska | Barbara Hesse-Bukowska (en) | Waldemar Maciszewski (en) | Georgi Muravlov (pl) | Władysław Kędra (en) | Ryszard Bakst (en) | 7e prix : Yevgeny Malinin |
| 1949  | IV | Bella Davidovitch Halina Czerny-Stefańska | Barbara Hesse-Bukowska (en) | Waldemar Maciszewski (en) | Georgi Muravlov (pl) | Władysław Kędra (en) | Ryszard Bakst (en) | 8e prix : Zbigniew Szymonowicz (pl) |
| 1949  | IV | Bella Davidovitch Halina Czerny-Stefańska | Barbara Hesse-Bukowska (en) | Waldemar Maciszewski (en) | Georgi Muravlov (pl) | Władysław Kędra (en) | Ryszard Bakst (en) | 9e prix : Tamara Guseva (en) |
| 1949  | IV | Bella Davidovitch Halina Czerny-Stefańska | Barbara Hesse-Bukowska (en) | Waldemar Maciszewski (en) | Georgi Muravlov (pl) | Władysław Kędra (en) | Ryszard Bakst (en) | 10e prix : Victor Merzhanov |
| 1949  | IV | Bella Davidovitch Halina Czerny-Stefańska | Barbara Hesse-Bukowska (en) | Waldemar Maciszewski (en) | Georgi Muravlov (pl) | Władysław Kędra (en) | Ryszard Bakst (en) | 11e prix : Regina Smendzianka (en) |
| 1949  | IV | Bella Davidovitch Halina Czerny-Stefańska | Barbara Hesse-Bukowska (en) | Waldemar Maciszewski (en) | Georgi Muravlov (pl) | Władysław Kędra (en) | Ryszard Bakst (en) | 12e prix : Tadeusz Żmudziński |
| 1949  | IV | Bella Davidovitch Halina Czerny-Stefańska | Barbara Hesse-Bukowska (en) | Waldemar Maciszewski (en) | Georgi Muravlov (pl) | Władysław Kędra (en) | Ryszard Bakst (en) | Meilleures mazurkas : Halina Czerny-Stefańska |
| 1955  | V | Adam Harasiewicz | Vladimir Ashkenazy | Fu Cong | Bernard Ringeissen | Naum Starkmann | Dmitry Paperno (en) | 7e prix : Lidia Grychtołówna (en) |
| 1955  | V | Adam Harasiewicz | Vladimir Ashkenazy | Fu Cong | Bernard Ringeissen | Naum Starkmann | Dmitry Paperno (en) | 8e prix : André Tchaikowsky |
| 1955  | V | Adam Harasiewicz | Vladimir Ashkenazy | Fu Cong | Bernard Ringeissen | Naum Starkmann | Dmitry Paperno (en) | 9e prix : Dmitry Sakharov |
| 1955  | V | Adam Harasiewicz | Vladimir Ashkenazy | Fu Cong | Bernard Ringeissen | Naum Starkmann | Dmitry Paperno (en) | 10e prix : Kiyoko Tanaka (ja) |
| 1955  | V | Adam Harasiewicz | Vladimir Ashkenazy | Fu Cong | Bernard Ringeissen | Naum Starkmann | Dmitry Paperno (en) | Meilleures mazurkas : Fu Cong |
| 1960  | VI | Maurizio Pollini | Irina Zaritskaya (en) | Tania Achot-Haroutounian (pl) | Li Min-Chan (en) | Zinayda Ignatyeva (en) | Valeri Kastelsky (pl) | Meilleures mazurkas : Irina Zaritskaya (en) |
| 1960  | VI | Maurizio Pollini | Irina Zaritskaya (en) | Tania Achot-Haroutounian (pl) | Li Min-Chan (en) | Zinayda Ignatyeva (en) | Valeri Kastelsky (pl) | Meilleure polonaise : Irina Zaritskaya (en) |
| 1965  | VII | Martha Argerich | Arthur Moreira Lima (en) | Marta Sosińska (en) | Hiroko Nakamura (en) | Edward Auer | Elżbieta Głąbówna (pl) | Meilleures mazurkas : Martha Argerich |
| 1965  | VII | Martha Argerich | Arthur Moreira Lima (en) | Marta Sosińska (en) | Hiroko Nakamura (en) | Edward Auer | Elżbieta Głąbówna (pl) | Meilleure polonaise : Marta Sosińska (en) |
| 1970  | VIII | Garrick Ohlsson | Mitsuko Uchida | Piotr Paleczny | Eugen Indjic | Natalya Gavrilova (pl) | Janusz Olejniczak | Meilleures mazurkas : Garrick Ohlsson |
| 1970  | VIII | Garrick Ohlsson | Mitsuko Uchida | Piotr Paleczny | Eugen Indjic | Natalya Gavrilova (pl) | Janusz Olejniczak | Meilleure polonaise : Piotr Paleczny |
| 1975  | IX | Krystian Zimerman | Dina Joffe (en) | Tatyana Fedkina (pl) | Pavel Gililov (de) | Dean Kramer (en) | Diana Kacso (pl) | Meilleures mazurkas : Krystian Zimerman |
| 1975  | IX | Krystian Zimerman | Dina Joffe (en) | Tatyana Fedkina (pl) | Pavel Gililov (de) | Dean Kramer (en) | Diana Kacso (pl) | Meilleure polonaise : Krystian Zimerman |
| 1980  | X | Đặng Thái Sơn | Tatiana Chebanova | Arutyun Papazyan (en) | non attribué | Akiko Ebi Ewa Pobłocka | Erik Berchot Irina Pietrova (pl) | Meilleures mazurkas : Đặng Thái Sơn et Ewa Pobłocka                                                                                                  |
| 1980  | X | Đặng Thái Sơn | Tatiana Chebanova | Arutyun Papazyan (en) | non attribué | Akiko Ebi Ewa Pobłocka | Erik Berchot Irina Pietrova (pl) | Meilleure polonaise : Đặng Thái Sơn et Tatiana Chebanova                                                                                             |
| 1980  | X | Đặng Thái Sơn | Tatiana Chebanova | Arutyun Papazyan (en) | non attribué | Akiko Ebi Ewa Pobłocka | Erik Berchot Irina Pietrova (pl) | Meilleur concerto : Đặng Thái Sơn et Tatiana Chebanova                                                                                               |
| 1985  | XI | Stanislav Bounine | Marc Laforet | Krzysztof Jabłoński (pl) | Michie Koyama (ja) | Jean-Marc Luisada | Tatiana Pikayzen (pl) | Meilleures mazurkas : Marc Laforet |
| 1985  | XI | Stanislav Bounine | Marc Laforet | Krzysztof Jabłoński (pl) | Michie Koyama (ja) | Jean-Marc Luisada | Tatiana Pikayzen (pl) | Meilleure polonaise : Stanislav Bounine |
| 1985  | XI | Stanislav Bounine | Marc Laforet | Krzysztof Jabłoński (pl) | Michie Koyama (ja) | Jean-Marc Luisada | Tatiana Pikayzen (pl) | Meilleur concerto : Stanislav Bounine |
| 1985  | XI | Stanislav Bounine | Marc Laforet | Krzysztof Jabłoński (pl) | Michie Koyama (ja) | Jean-Marc Luisada | Tatiana Pikayzen (pl) | Prix du public : Marc Laforet |
| 1990  | XII | non attribué | Kevin Kenner (en) | Yukio Yokoyama | Corrado Rollero (it) Margarita Chevtchenko (pl) | Anna Malikova (en) Takako Takahashi | Caroline Sageman | Meilleures mazurkas : Non attribué |
| 1990  | XII | non attribué | Kevin Kenner (en) | Yukio Yokoyama | Corrado Rollero (it) Margarita Chevtchenko (pl) | Anna Malikova (en) Takako Takahashi | Caroline Sageman | Meilleure polonaise : Kevin Kenner (en) et Wojciech Świtała (pl)                                                                                     |
| 1990  | XII | non attribué | Kevin Kenner (en) | Yukio Yokoyama | Corrado Rollero (it) Margarita Chevtchenko (pl) | Anna Malikova (en) Takako Takahashi | Caroline Sageman | Meilleur concerto : Non attribué |
| 1995  | XIII | non attribué | Philippe Giusiano Alexei Sultanov | Gabriela Montero | Rem Urasin (en) | Rika Miyatani (pl) | Magdalena Lisak (pl) | Meilleures mazurkas : Non attribué |
| 1995  | XIII | non attribué | Philippe Giusiano Alexei Sultanov | Gabriela Montero | Rem Urasin (en) | Rika Miyatani (pl) | Magdalena Lisak (pl) | Meilleure polonaise : Non attribué |
| 1995  | XIII | non attribué | Philippe Giusiano Alexei Sultanov | Gabriela Montero | Rem Urasin (en) | Rika Miyatani (pl) | Magdalena Lisak (pl) | Meilleur concerto : Non attribué |
| 2000  | XIV | Yundi Li | Ingrid Fliter | Alexander Kobrin (en)) | Sa Chen (en) | Alberto Nosè | Mika Satō (pl) | Meilleures mazurkas : Non attribué |
| 2000  | XIV | Yundi Li | Ingrid Fliter | Alexander Kobrin (en)) | Sa Chen (en) | Alberto Nosè | Mika Satō (pl) | Meilleure polonaise : Yundi Li et Sa Chen (en) |
| 2000  | XIV | Yundi Li | Ingrid Fliter | Alexander Kobrin (en)) | Sa Chen (en) | Alberto Nosè | Mika Satō (pl) | Meilleur concerto : Non attribué |
| 2005  | XV | Rafał Blechacz | non attribué | Dong-Hyek Lim Dong-Min Lim | Takashi Yamamoto Shohei Sekimoto (ja) | non attribué | Ka Ling Colleen Lee | Meilleures mazurkas : Rafał Blechacz |
| 2005  | XV | Rafał Blechacz | non attribué | Dong-Hyek Lim Dong-Min Lim | Takashi Yamamoto Shohei Sekimoto (ja) | non attribué | Ka Ling Colleen Lee | Meilleure polonaise : Rafał Blechacz |
| 2005  | XV | Rafał Blechacz | non attribué | Dong-Hyek Lim Dong-Min Lim | Takashi Yamamoto Shohei Sekimoto (ja) | non attribué | Ka Ling Colleen Lee | Meilleur concerto : Rafał Blechacz |
| 2005  | XV | Rafał Blechacz | non attribué | Dong-Hyek Lim Dong-Min Lim | Takashi Yamamoto Shohei Sekimoto (ja) | non attribué | Ka Ling Colleen Lee | Meilleure sonate : Rafał Blechacz |
| 2005  | XV | Rafał Blechacz | non attribué | Dong-Hyek Lim Dong-Min Lim | Takashi Yamamoto Shohei Sekimoto (ja) | non attribué | Ka Ling Colleen Lee | Prix du public : Rafał Blechacz |
| 2010  | XVI | Ioulianna Avdeïeva | Ingolf Wunder Lukas Geniušas | Daniil Trifonov | Evgueni Bojanov (en) | François Dumont | non attribué | Meilleures mazurkas : Daniil Trifonov |
| 2010  | XVI | Ioulianna Avdeïeva | Ingolf Wunder Lukas Geniušas | Daniil Trifonov | Evgueni Bojanov (en) | François Dumont | non attribué | Meilleure Polonaise-Fantaisie : Ingolf Wunder |
| 2010  | XVI | Ioulianna Avdeïeva | Ingolf Wunder Lukas Geniušas | Daniil Trifonov | Evgueni Bojanov (en) | François Dumont | non attribué | Meilleur concerto : Ingolf Wunder |
| 2010  | XVI | Ioulianna Avdeïeva | Ingolf Wunder Lukas Geniušas | Daniil Trifonov | Evgueni Bojanov (en) | François Dumont | non attribué | Meilleure polonaise : Lukas Geniušas |
| 2010  | XVI | Ioulianna Avdeïeva | Ingolf Wunder Lukas Geniušas | Daniil Trifonov | Evgueni Bojanov (en) | François Dumont | non attribué | Meilleure sonate : Ioulianna Avdeïeva |
| 2015  | XVII | Seong-Jin Cho | Charles Richard-Hamelin | Kate Liu | Eric Lu | Tony Yike Yang | Dmitry Shishkin | Meilleures mazurkas : Kate Liu |
| 2015  | XVII | Seong-Jin Cho | Charles Richard-Hamelin | Kate Liu | Eric Lu | Tony Yike Yang | Dmitry Shishkin | Meilleur concerto : Non attribué |
| 2015  | XVII | Seong-Jin Cho | Charles Richard-Hamelin | Kate Liu | Eric Lu | Tony Yike Yang | Dmitry Shishkin | Meilleure polonaise : Seong-Jin Cho |
| 2015  | XVII | Seong-Jin Cho | Charles Richard-Hamelin | Kate Liu | Eric Lu | Tony Yike Yang | Dmitry Shishkin | Meilleure sonate : Charles Richard-Hamelin |
| 2015  | XVII | Seong-Jin Cho | Charles Richard-Hamelin | Kate Liu | Eric Lu | Tony Yike Yang | Dmitry Shishkin | Prix du public : Szymon Nehring (pl) |
| 2021  | XVIII | Bruce (Xiaoyu) Liu | Alexander Gadjiev Kyōhei Sorita | Martín García García | Aimi Kobayashi Jakub Kuszlik | Leonora Armellini | J J Jun Li Bui | Meilleures mazurkas : Jakub Kuszlik |
| 2021  | XVIII | Bruce (Xiaoyu) Liu | Alexander Gadjiev Kyōhei Sorita | Martín García García | Aimi Kobayashi Jakub Kuszlik | Leonora Armellini | J J Jun Li Bui | Meilleur concerto : Martín García García |
| 2021  | XVIII | Bruce (Xiaoyu) Liu | Alexander Gadjiev Kyōhei Sorita | Martín García García | Aimi Kobayashi Jakub Kuszlik | Leonora Armellini | J J Jun Li Bui | Meilleure polonaise : non attribué |
| 2021  | XVIII | Bruce (Xiaoyu) Liu | Alexander Gadjiev Kyōhei Sorita | Martín García García | Aimi Kobayashi Jakub Kuszlik | Leonora Armellini | J J Jun Li Bui | Meilleure sonate : Alexander Gadjiev |

### Lauréats remarquables
Plusieurs pianistes ont marqué le concours, parmi lesquels :
- Fu Cong (Chine) en 1955 est le premier pianiste asiatique à remporter un prix (derrière Adam Harasiewicz et Vladimir Ashkenazy) au concours Chopin (doublé du prix spécial d'interprétation pour une mazurka).
- Martha Argerich (Argentine) est la première Sud-Américaine (et la seule à ce jour) à avoir remporté en 1965 le premier prix lors du concours Chopin. Si le concours Chopin ne marque pas le début de sa carrière, le triomphe qui en résulte lui donne une autre dimension et lie à jamais son histoire tumultueuse et celle du concours[13].
- Đặng Thái Sơn (Viêt Nam) remporte en 1980 le premier prix, mais également les trois prix d'interprétation (mazurka, polonaise et concerto) tout en étant le premier Asiatique à remporter le premier prix au concours Chopin.
- Comme à chaque fois que le concours est remporté par un Polonais, Adam Harasiewicz (1955), Krystian Zimerman (1975) et Rafał Blechacz (2005) connaîtront une ferveur particulière du public dans leur pays d'origine.
- Yundi Li (Chine), à l'âge de 18 ans, a remporté le premier prix avec le prix de la meilleure Polonaise au 14e concours Chopin en 2000. Li a été le plus jeune et le premier lauréat chinois du concours. Il a également été le premier lauréat du premier prix en 15 ans depuis que Stanislav Bounine l'a remporté en 1985.
- Rafał Blechacz (Pologne) obtient en 2005 le premier prix, les quatre prix spéciaux d'interprétation, ainsi que le prix du public. Le deuxième prix n'est pas attribué par le jury lors de cette XVe édition du concours pour marquer l'écart avec les autres candidats.
- Caroline Sageman (France) est à 17 ans la plus jeune lauréate du concours en 1990.
- Tony Yike Yang (Canada), âgé alors de 16 ans, est devenu en 2015 le plus jeune lauréat du concours.
- Alexei Sultanov (Russie) refuse le deuxième prix qui lui est attribué en 1995, compte tenu de la non-attribution du premier prix.

## Concours sur instruments d'époque
Le 2 septembre 2018 a eu lieu, toujours sous l'égide de l’Institut Chopin de Varsovie, le Premier concours international Frédéric Chopin interprété sur instruments d'époque. Le jury, et son président Artur Szklener, ont jugé une trentaine d’interprètes de neuf nationalités différentes jouant sur des pianos de l'époque du compositeur entre 1830 et 1849 de marque Pleyel, Érard, Buchholtz, Broadwood et Graf. Le vainqueur du concours fut le pianiste polonais Tomasz Ritter.